# Jukka Ammondt
Jukka Ammondt (Tampere, 29 de juliol de 1944) és un polític, cantant i professor de literatura finlandès, que enregistrà música popular en llatí i sumeri, incloent cançons d'Elvis Presley.
Nascut l'any 1944 a Tampere, es doctorà en Filosofia i exerceix de professor de literatura a la Universitat de Jyväskylä, Finlàndia. L'any 1992 enregistrà un senzill que consistia en tangos cantats en llatí. L'any 1993 enregistrà el seu primer àlbum, Surun Siivet, amb versions llatines de tangos compostes per Toivo Kärki i, més tard, el mateix any, un altre àlbum, Tango Triste Finnicum, amb el qual obtingué reconeixement internacional. L'any 1995 enregistrà l'àlbum The Legend Lives Forever in Latin de versions en llatí de cançons d'Elvis Presley. Més tard, al mateix any, marxà de viatge als Estats Units d'Amèrica. L'any 2001 enregistrà un nou àlbum titulat Three Songs in Sumerian, amb versions en sumeri antic de les cançons «Blue Suede Shoes», versos de l'Epopeia de Guilgameix i una traducció del tango finlandès «Satumaa».